# Ērgļi (novads)
Ērgļi est un novads de Lettonie, situé dans la région de Vidzeme. En 2009, sa population est de 3 570 habitants.